# Colognac
Colognac es una comuna francesa situada en el departamento de Gard, en la región de Occitania.

## Demografía
| 207 | 142 | 154 | 164 | 167 | 169 | 223 |
| Para los censos de 1962 a 1999 la población legal corresponde a la población sin duplicidades (Fuente: INSEE [Consultar]) |     |     |     |     |     |     |